# Steve McCrory
Steve McCrory, född den 13 april 1964, död 1 augusti 2000, båda i Detroit, Michigan, var en amerikansk boxare som tog OS-brons i lättviktsboxning 1984 i Los Angeles. I finalen besegrade han Jugoslaviens Redzep Redzepovski med 4-1.